# Camfecting
Camfecting is het strafbare proces waarbij een hacker inbreekt in iemands persoonlijke webcam met als doel deze te activeren zonder de toelating van de persoon in kwestie. De eerste stap in camfecting is het infecteren van de computer. Deze infectering gebeurt meestal door het toedoen van het slachtoffer zelf doordat deze besmette software downloadt (zoals een Trojaans paard). Via deze software verschaft de hacker zich de toegang en kan hij alles en iedereen bekijken binnen het gezichtsveld van de webcam. 

## Gevaren
Afhankelijk van de plaats waar de webcam is opgesteld variëren de gevaren. Hieronder een aantal voorbeeldsituaties.
- Slaapkamer: privacygevoelig film- en fotomateriaal kan in verkeerde handen vallen.
- Woonkamer: de hacker wacht tot de mensen hun huis verlaten met het oog op inbraak plegen.
- Kantoor: een Visakaart die is blijven rondslingeren.

## Preventie
Er zijn verschillende manieren waarop camfecting kan vermeden worden: 
- Het aankopen van een webcam die voorzien is van een privacyluikje dat na gebruik naar beneden geschoven kan worden.
- Indien de webcam ingebouwd is in een laptop volstaat het om de laptop na gebruik dicht te klappen of het oog van de webcam af te plakken.
- Het installeren van speciale "anti-malware-software".